# Kellin Quinn Bostwick
 (décembre 2013).
Kellin Quinn Bostwick, né le 24 avril 1986 à Medford dans l'Oregon est le chanteur principal du groupe de metalcore Sleeping with Sirens depuis 2009. Ce groupe est surtout connu pour sa polyvalence vocale, sa voix est celle d'un ténor léger.[réf. nécessaire] Il joue également du clavier. 
Il est également propriétaire de sa marque de vêtements "Anthem Made" et a créé sa galerie d'art. Il s'engage dans des combats tel que le suicide des adolescents et fait de nombreuses tournées et albums.
En 2020, il crée également un groupe secondaire nommé Downer inc, avec lequel il sort un EP, intitulé Whatever This Is. Durant cette année là et l'année suivante, il apparait en featuring avec de nombreux groupes débutants.
Il est également compositeur et interprète de chansons issues de la bande-son du jeu vidéo Sonic Frontiers (publié en 2022 par SEGA) : "Undefeatable", "Break Through It All", "Find Your Flame", et une version revisitée de "I'm Here", le thème principal du jeu.
Il a également effectué de nombreuses collaborations avec d'autres artistes, dont les chansons "King for a Day" avec le groupe Pierce the Veil en 2012, et "Love Race" avec le chanteur Machine Gun Kelly (parue en 2021 et présente dans la bande-son de NASCAR '21 Ignition).

## Vie privée
Kellin Quinn est marié à Katelynne Quinn depuis le 27 avril 2013. Ils ont une fille, prénommée Copeland, née le 18 mai 2012. 

## Discographie

### Avec Sleeping with Sirens
- With Ears to See and Eyes to Hear (2010)
- Let's Cheers to This (2011)
- If You were a movie, this would be your soundtrack (EP, 2012)
- Feel (2013)
- Madness (2015)
- Live And Unplugged (2016)
- Gossip (2017)
- Live & Acoustic From NYC (2017)
- How it feels to be Lost (2019)
- Complete Collapse (2022)

### Avec Downer Inc
- Whatever This Is (2020)

### Collaborations
- 2010 :
  - The Amazing Atom (At the Skylines)
  - There's a Situation @ the Shore (Lakeland)
  - In the Face of Death (The Last Word)
- 2011 :
  - Airplanes Pt. 2 (We Are Defiance et Tom Denney)
  - The Dying Hymn (The Color Morale), comme compositeur
  - Bring On the Empty Horses (Call Us Forgotten)
  - Once Upon a Time In Mexico (Cascades)
- 2012 :
  - WeFightFail (Aerolyn)
  - Miles Away (Memphis May Fire) ainsi que la version acoustique
  - Closer to Becoming a Killer (She Can't Breathe)
  - King for a Day (Pierce the Veil)
  - The Surface Beneath (Avera)
  - Building Coral Castle (The Words We Use)
- 2013 :
  - Swing Life Away (Machine Gun Kelly) ainsi que la version acoustique
  - 500ml (Time Traveller)
- 2014 :
  - Fight Back (Lions Lions)
- 2015 :
  - Into The Rest (Avion Roe)
  - The Chase (Too Close To Touch)
  - From Paper Planes to Hand Grenades (One Ok Rock)
- 2017 :
  - Ma Chérie (Palaye Royale)
  - Keep Swingin' (Good Charlotte)
- 2019 :
  - RIP (Roseburg)
  - Nobody's Happy (The Fossil Youth)
  - The Bottom (Yultron)
  - Filthy (Ghost Kings)
- 2020 :
  - I luv that u hate me (Story Untold)
  - Wolf in disguise (It Comes in Waves)
  - I'd Rather Be Dumb (Marlhy)
  - Upside Down (Hollywood Undead)
  - Time Bomb (Halflives)
  - Into the dark (Point North)
  - Rose Coloured Catastrophe (Dear Me)
  - Fading out (Until We Get Caught)
  - Remember (Skyline Leeway)
  - Someone Else (Loveless)
  - Drug (Lonely Spring)
  - Where To From Here (Reimagined) (Patient Sixty-Seven)
  - Change in Plans (Violet Nine)
  - ultimatum (Wolf Culture)
- 2021
  - I Don't Mind (The 12th Human)
  - Time Bomb (Paul Bartolome)
  - Without U I Wanna Be Dead (brake)
  - Wrong (Five AM)
  - 50/50 (Ivypaint)
  - Mercy (Echoes)
  - Last Time (Sunday Friend)
  - What Isn't Here (DVDDY & Caslow)
  - love race (Machine Gun Kelly)
  - Help Me Though the Night (Written by Wolves)
  - The Reason (1996Montana)
  - 1 Thing (Sophie Powers)
  - Messy (Conquer Divide)
  - Never Ending Nightmare (Citizen Soldier)[6]
- 2022
  - Suburban Dysfonction (Kellen Joseph)
  - Gorgeous Disaster (TITUS)
  - MESS (GARZI)
  - Drama Queen (FYKE)
  - The Silence (Utra-Violence)
  - Song of Saya (Original God)
  - Mark Hoppus (408, Magnolia Park, Joshua Roberts)
  - Set This Place On Fire (3ree)
  - Write Me Off (Last Letters)
  - HOME IS WHERE THE T®AP (Calebjustcaleb)
  - Say It Too (AussieATL)
  - Iris, Vol. II (Like Ghosts)
  - How Could You Do This To Me (Maggie Lindemann)
  - Make This Better (Phangs)
  - SORRY 4 MYSELF (KD BADLUNG)
  - In Extremis (Barbie Sailers)
  - Feel Alive (Patient Sixty-Seven)
  - What You Want (Cemetery Drive)
  - Blossom (Pretty Killer, Monty Xon)
  - Six Feet Under (Ty Arena$)
  - Love Needs an Encore (Incase We Crash)
  - ATOM BOMB (pretty havoc.)
- 2023
  - Underneath My Skin (ONI)